# Notarthrinus boulti
Notarthrinus boulti är en fjärilsart som beskrevs av Chapman 1912. Notarthrinus boulti ingår i släktet Notarthrinus och familjen juvelvingar. Inga underarter finns listade i Catalogue of Life.